# Ostrzeszów
Ostrzeszów (Duits: Schildberg) is een stad in het Poolse woiwodschap Groot-Polen, gelegen in de powiat Ostrzeszowski. De oppervlakte bedraagt 12,18 km², het inwonertal 14.490 (2005).